# Malcivți, Bar
Malcivți (în ucraineană Мальчівці) este localitatea de reședință a comunei Malcivți din raionul Bar, regiunea Vinnița, Ucraina.

## Demografie
Componența lingvistică a localității Malcivți
     Ucraineană (98,32%)
     Rusă (1,18%)
     Alte limbi (0,51%)
Conform recensământului din 2001, majoritatea populației localității Malcivți era vorbitoare de ucraineană (98,32%), existând în minoritate și vorbitori de rusă (1,18%).